# Le Mystère de la clef
Le Mystère de la clef (The Key) est un roman policier écrit par l'écrivaine britannique Patricia Wentworth en 1944. Il est paru en France aux éditions Édimail dans la collection Nuit en 1986, dans une traduction de Gilles Berton, avant d'être repris aux éditions 10/18 dans la collection « Grands Détectives » no 2709 en 1996.

## Résumé
Michael Harsh s'est-il suicidé, ou a-t-il été assassiné ? Les habitants du petit village de Bourne sont bouleversés, et la police s'interroge en dépit des conclusions d'une première enquête qui penchent pour la thèse du suicide. Les limiers de Scotland Yard, bientôt dépêchés sur les lieux, ont maille à partir avec cette affaire : ils trouvent trop peu d'indices et trop de mobiles. Or, pendant que les inspecteurs professionnels se perdent à suivre trop de pistes, Miss Maud Silver mène sa barque avec patience et méthode pour élucider ce mystère.